# کاکتوس‌های توپی
کاکتوس‌های توپی یا کاکتوس کپه‌ای (نام علمی: Mammillaria) نام یک سرده از تیره کاکتوس است.